# Podhoroď
Podhoroď és un poble i municipi d'Eslovàquia. Es troba a la regió de Košice, a l'est del país.

## Història
La primera referència escrita de la vila data del 1406.

## Demografia
| Godina             | 1994 | 2004    | 2014   | 2024    |
| ------------------ | ---- | ------- | ------ | ------- |
| Nombre de persones | 443  | 391     | 374    | 320     |
| Diferència         |      | −11,73% | −4,34% | −14,43% |

| Godina             | 2023 | 2024   |
| ------------------ | ---- | ------ |
| Nombre de persones | 315  | 320    |
| Diferència         |      | +1,58% |